# 亚洲公路15号线
亚洲公路15号线（英語：Asian Highway 15），编号为，是亚洲公路网系统位于东南亚的一条公路，长约560千米。从越南荣市出发，经过老挝境内，最终抵达泰国乌隆他尼，将和两条线路相连接。

## 线路

### 越南
- 国道8号：荣市 ( ) - 吊桥口岸

### 老挝
- 8号公路：Keoneau - Vieng Kham
- 13号公路 （连接）：Vieng Kham - 甘蒙

### 泰国
- 295号公路：第三泰国-老挝友谊大桥
- 212号公路：阿沙玛（At Samat） - 那空拍侬
- 22号公路：那空拍侬 - 乌隆他尼

## 资料来源
- 亚洲公路网政府间协定（页面存档备份，存于）